# Traumafokuserad kognitiv beteendeterapi
Traumafokuserad kognitiv beteendeterapi (TF KBT) är den terapi som har starkast stöd i forskningen för att behandla barn och ungdomar som utvecklat Posttraumatiskt stressyndrom (PTSD) och Komplext posttraumatiskt stressyndrom (Komplext PTSD). Socialstyrelsen rekommenderar även denna terapi som förstahandsval för vuxna med PTSD.

TF KBT har utvecklats av forskarna och kliniska behandlarna Judith Cohen, Esther Deblinger och Anthony Mannarino under nästan 30 år och studier har gjorts över hela världen, även på barn som utsatts för olika typer av trauman. Statens beredning för medicinsk utvärdering (SBU) beskriver terapin så här;
"Strukturerad komponentbaserad korttidsbehandling som omfattar tre faser; en stabiliserande, en bearbetande samt en integrerande fas. Metoden integrerar komponenter av exponering, anknytningsteori, kognitiva- och beteendeterapeutiska interventioner samt systemisk familjeterapi."
SBU rekommenderar tre former av TF KBT;
- cognitive processing therapy (CPT)
- narrative exposure therapy (NET)
- prolonged exposure therapy (PE)

För personer som utsatts för krig och tortyr rekommenderas NET. Forskare vid Karolinska institutet (KI) har med gott resultat provat metoden i en internetbaserad version tillsammans med personer som genomgått svåra trauman men ännu inte utvecklat svårare symtom.

## Cognitive processing therapy
Cognitive processing therapy (CPT) (sv. kognitiv processterapi) är en terapi som inte är lika känd i Sverige som andra typer av TF KBT. Det är en anpassad version av KBT.
Behandlingen pågår vanligtvis vid 12 tillfällen. Beståndsdelarna är psykoedukation och imaginativ- och in-vivo-exponering. Behandlingen kan genomföras både i grupp och individuellt och inkluderar hemuppgifter.

## Narrative exposure therapy
Narrative exposure therapy (NET) (sv: Narrativ exponerings terapi) är en TF KBT särskilt anpassad för personer utsatta för komplexa och multipla trauman. Den rekommenderas i synnerhet som gruppterapi för flyktingar. Behandlingen inkluderar psykoedukation, berättelse/redogörelse och kognitiv terapi. Som exempel kan nämnas vittnesterapi med återupprättelsefokus, vilket kan vara av vikt för de som "utsatts för eller bevittnat övergrepp som folkmord, brott mot mänskligheten och tortyr". Den är anpassad för att kunna genomföras i det drabbade samhället – så som samhällen utsatta för politiskt våld – och personer med en instabil livssituation.
Syftet är att i kronologisk ordning skapa eller återskapa en biografi i kronologisk ordning där trauman får ta plats men inte överta hela biografin. Antalet behandlingstillfällen är 4–10 stycken.

## Prolonged exposure
Prolonged exposure (PE) (svenska: förlängd exponering) är en form av TF KBT utvecklad av Edna Foa, professor i klinisk psykologi vid University of Pennsylvania. PE är särskilt utvecklad för personer som utvecklat komplext PTSD.
Behandlingen är manualanpassad även om vissa individanpassningar bör göras. Terapin bedrivs under ca 8 till 15 tillfällen à 90 minuter, med hemuppgifter däremellan. Kortfattat ser terapin ut så här: 
Session 1: Psykoedukation, strukturerad traumaintervju samt kontrollerad andning
Session 2: Psykoedukation, redogörelse för exponering in-vivo samt upprättande av lista över ofarliga situationer som undviks eller uthärdas efter traumat.
Session 3: Introduktion av imaginativ exponering. Patienten får återberätta minnet i presens samtidigt som detta spelas in. Därefter får patienten i uppgift att lyssna på ljudinspelningen dagligen.
Session 4–5: 45 minuter långa pass med imaginativ exponering. 
Session 6–9: Imaginativ exponering med fokus på brännpunkter.
Session 10: Avslutande session enligt manualen. Imaginativ exponering av hela minnet under 20–30 minuter.

## Utbildning
Utbildare är bland annat Rädda Barnen. Utbildningen är totalt några dagar men förutsätter tidigare universitetsutbildning inom psykologi. Även Linköpings universitet har en specialistkurs i ämnet som omfattar 7,5 hp.

## Källhänvisningar
1. 1 2 3  Barnen, Rädda. ”Grundkurs i Traumafokuserad Kognitiv beteendeterapi – TF KBT”. Rädda Barnen. Arkiverad från originalet den 22 januari 2022. https://web.archive.org/web/20220122191346/https://www.raddabarnen.se/rad-och-kunskap/arbetar-med-barn/utbildningar/traumafokuserad-kbt/. Läst 22 januari 2022.
2. ↑  Socialstyrelsen (2021). Nationella  riktlinjer för   vård  vid  depression och ångestsyndrom 
Stöd  för styrning och ledning. ISBN 978-91-7555-563-8
3. ↑  ”Traumafokuserad kognitiv beteendeterapi (TF-KBT) för familjer där man vet eller misstänker att barn utsatts för någon form av våld och försummelse”. www.sbu.se. Arkiverad från originalet den 22 januari 2022. https://web.archive.org/web/20220122191913/https://www.sbu.se/sv/publikationer/kunskapsluckor/traumafokuserad-kognitiv-beteendeterapi-tf-kbt-for-familjer-dar-man-vet-eller-misstanker-att-barn-utsatts-for-nagon-form-av-vald-och-forsummelse/. Läst 22 januari 2022.
4. ↑  Services, Statens beredning för medicinsk och social utvärdering (SBU); Swedish Agency for Health Technology Assessment and Assessment of Social. ”Fakta om PTSD”. www.sbu.se. https://www.sbu.se/sv/publikationer/skrifter-och-faktablad/fakta-om-ptsd/. Läst 22 januari 2022.
5. ↑  ”God effekt av digital KBT vid svåra trauman | Karolinska Institutet Nyheter”. nyheter.ki.se. https://nyheter.ki.se/god-effekt-av-digital-kbt-vid-svara-trauman. Läst 22 januari 2022.
6. 1 2  ”Kognitiv processterapi”. KBT Sverige. https://kbtsverige.wordpress.com/tag/kognitiv-processterapi/. Läst 23 januari 2022.
7. ↑  Lindefors, Nils (2 augusti 2018). ”Att skriva om traumat var effektivt vid PTSD”. Läkartidningen. https://lakartidningen.se/klinik-och-vetenskap-1/nya-ron/2018/08/att-skriva-om-traumat-var-effektivt-vid-ptsd/. Läst 16 februari 2023.
8. ↑  ”Cognitive Processing Therapy (CPT)”. American Psychological Association. https://www.apa.org/ptsd-guideline/treatments/cognitive-processing-therapy. Läst 23 januari 2022.
9. 1 2  ”Narrative Exposure Therapy (NET)”. American Psychological Association. https://www.apa.org/ptsd-guideline/treatments/narrative-exposure-therapy. Läst 23 januari 2022.
10. 1 2  farnberg (17 oktober 2016). ”Om behandling”. Arkiverad från originalet den 23 januari 2022. https://web.archive.org/web/20220123113338/https://psykotrauma.org/om-psykotrauma/om-behandling/. Läst 23 januari 2022.
11. 1 2  Bäärnhielm, Sofie (14 januari 2020). ”All metodutveckling måste inkludera mångfaldsfrågor”. Läkartidningen. https://lakartidningen.se/klinik-och-vetenskap-1/artiklar-1/temaartikel/2020/01/all-metodutveckling-maste-inkludera-mangfaldsfragor/. Läst 16 februari 2023.
12. ↑  M. Bragesjö (2014). ”Prolonged exposure– en effektiv metod vid PTSD och samsjuklighet”. Psykologtidningen.
13. ↑  ”Traumafokuserad kognitiv beteendeterapi 7,5 hp”. liu.se. Arkiverad från originalet den 21 januari 2022. https://web.archive.org/web/20220121145602/https://liu.se/artikel/uppdragsutbildningsenheten-kurs-tf-kbt. Läst 22 januari 2022.